# Leptagrion siqueirai
Leptagrion siqueirai là loài chuồn chuồn trong họ Coenagrionidae. Loài này được Santos mô tả khoa học đầu tiên năm 1968.